# Komisja Praw Człowieka i Praworządności
Komisja Praw Człowieka i Praworządności wchodzi w skład stałych komisji senackich. Przedmiotem jej działania są: 
- prawa i wolności obywatelskie oraz ich instytucjonalne gwarancje,
- sprawy związane z funkcjonowaniem wymiaru sprawiedliwości i bezpieczeństwa publicznego,
- problematyka przestrzegania prawa i przestrzegania praw człowieka,
- instytucje społeczeństwa obywatelskiego i organizacje pozarządowe.

W Senacie V kadencji zastąpiona przez Komisję Ustawodawstwa i Praworządności. Do końca VI kadencji występowała jako Komisja Praw Człowieka i Praworządności. Na początku XI kadencji, komisja powróciła do dawnej nazwy, z powodu utworzenia odrębnej Komisji Petycji.

## Prezydium komisji wSenacie XI kadencji
- Marcin Karpiński (Lewica) – przewodniczący,
- Grzegorz Fedorowicz (TD) – zastępca przewodniczącego,
- Marek Komorowski (PiS) – zastępca przewodniczącego,
- Joanna Sekuła (KO) – zastępca przewodniczącego.

## Prezydium komisji wSenacie X kadencji
- Aleksander Pociej (KO) – przewodniczący,
- Marek Plura (KO) – zastępca przewodniczącego,
- Michał Seweryński (PiS) – zastępca przewodniczącego,
- Lidia Staroń (niez.) – zastępca przewodniczącego[2].

## Prezydium komisji wSenacie IX kadencji
- Robert Mamątow (PiS) – przewodniczący (od 27 kwietnia 2017 r.),
- Łukasz Mikołajczyk (PiS) – zastępca przewodniczącego,
- Jan Rulewski (PO-KO) – zastępca przewodniczącego,
- Michał Seweryński (PiS) – przewodniczący (do 26 kwietnia 2017 r.)[3].

## Prezydium komisji wSenacie VIII kadencji
- Michał Seweryński (PiS) – przewodniczący,
- Ryszard Knosala (PO) – zastępca przewodniczącego,
- Jan Rulewski (PO)  – zastępca przewodniczącego[4].

## Prezydium komisji wSenacie VII kadencji
- Stanisław Piotrowicz (PiS) – przewodniczący (od 7 lutego 2008),
- Jacek Swakoń (PO) – zastępca przewodniczącego,
- Krzysztof Piesiewicz (PO) – zastępca przewodniczącego (do 9 kwietnia 2010,
- Zbigniew Romaszewski (PiS) – przewodniczący (do 20 grudnia 2007)[5].

## Prezydium komisji wSenacie VI kadencji
- Zbigniew Romaszewski (PiS) – przewodniczący,
- Krzysztof Piesiewicz (PO) – zastępca przewodniczącego[6].

## Prezydium komisji wSenacie IV kadencji
- Zbigniew Romaszewski (ROP) – przewodniczący,
- Krzysztof Piesiewicz (AWS) – zastępca przewodniczącego[7].

## Prezydium komisji wSenacie III kadencji
- Lech Czerwiński (SLD) – przewodniczący,
- Witold Graboś (SLD) – zastępca przewodniczącego,
- Roman Karaś (PSL) – zastępca przewodniczącego[8].

## Prezydium komisji wSenacie II kadencji
- Zbigniew Romaszewski (niez.) – przewodniczący,
- Gerhard Bartodziej (MN) – zastępca przewodniczącego[9].

## Prezydium komisji wSenacie I kadencji
- Zbigniew Romaszewski (KO „S”) – przewodniczący[10].